# سد سیسن
سد سیسن (به لاتین: Sysen Dam) یک سد و سد خاکی در نروژ است که در Eidfjord واقع شده‌است.